# Jang Csen-ning
Jang Csen-ning (楊振寧 pinjin: Yáng Zhènníng, angolosított formában Chen Ning Franklin Yang) (Hofej, Anhuj, Kína, 1922. október 1. –) kínai-amerikai fizikus, aki a statisztikus fizika és a szimmetriaelvek területén dolgozott.
1957-ben 35 évesen ő és Li Cseng-tao fizikai Nobel-díjat kaptak az elméletükért, mely szerint az elemi részecskék közötti gyenge kölcsönhatás nem rendelkezik paritás (tükör) szimmetriával. Chien-Shiung Wu és Leon Max Lederman kísérletileg megerősítették az elméletet. Yang arról is ismert, hogy Robert Mills-szel kifejlesztették a mértékelmélet egy új osztályát. Az úgynevezett „Yang-Mills elméletek” a részecskefizika standard modelljének alapvető részei.

## Családja és korai évei
Hofejben, Anhuj tartományban született Kínában, szülei öt gyermeke közül a legidősebbként. Apja Yang Ke-Chuan (más átírások szerint Yang Ko-Chuen vagy Yang Wu-Chih), a pekingi Csinghua Egyetem matematikaprofesszora, anyja Meng Hwa Loh Yang. Elemi iskoláit Pekingben, középiskoláit Pekingben, majd Kunmingban végezte. A Franklin vagy röviden Frank keresztnevet Benjamin Franklin tiszteletére vette fel.
1950-ben vette feleségül Chih-li Tu tanárnőt, akitől két fia és egy lánya született, Franklin Jr., Gilbert ill. Eulee (születési sorrendben). Apósa Du Yuming Kuomintang-tábornok volt.

## Tudományos pályája
1942-ben szerezte meg a bakkalaureátus fokozatot Kunmingban a National Southwestern Associated Universityn. Két évvel később a master fokozatért Kunming mellett a Csinghua Egyetemen tanult teljes ösztöndíjjal. Disszertációjának témája Csoportelmélet és molekulaspektrumok volt Ta-You Wu professzor vezetésével.
Tsinghua ösztöndíjjal a Chicagói Egyetemre ment 1946-ban, ahol Teller Edével dolgozott a PhD fokozatért, és 1948-ban, megszerzése (Hozzájárulások a rend-rendezetlenség transzformációk statisztikus elméletéhez) után ott maradt, mint Enrico Fermi asszisztense.
1949-ben az Institute for Advanced Studyra, majd 1965-ben a State University of New York at Stony Brookra ment.
Az Amerikai Fizikai Társaság valamint az Academia Sinica tagjává választották, 1958-ban a Princetoni Egyetem tiszteletbeli doktora lett.

## Késői évei
Stony Brookból 1999-ben ment nyugdíjba és visszatért a Csinghua Egyetemre. Felesége 2003-ban meghalt. 82 évesen viszonya lett a 28 éves Weng Fannal, aki a Guangdong University of Foreign Studies hallgatója volt. 2005-ben házasodtak össze. Azóta sok kritikát kapott a kínai médiától.

## Lásd még
- Yang–Baxter-egyenlet